# جريدة النضال
جريدة النضال، صحيفة يومية دمشقية صدر عددها الأول سنة 1939 والأخير عام 1957.
كانت جريدة النضال نتاج تعاون بين الدكتور سامي كبارة والدكتور منير العجلاني، صدر عددها الأول يوم 1 نيسان 1939. توقفت في عهد حسني الزعيم العسكري سنة 1949 وتم دمجها مع جريدة ألف باء عام 1953، بأمر من الرئيس أديب الشيشكلي. أغلقت الصحيفة بعد إعتقال كلّ من كبارة والعجلاني عام 1956، بتهمة التخطيط لإنقلاب عسكري ضد حكم الرئيس شكري القوتلي، ومناهضة للرئيس المصري جمال عبد الناصر.